# Ависский орден
Орден Святого Беннета Ависского — изначально католический военный орден, существовавший в XII — XIX веках в Португалии, с 1917 года — португальская государственная награда за военные заслуги.

## История

Крест ордена служил гербом монархов Ависской династии.

С момента основания Португальского королевства (1128) короли были заинтересованы в усилении Реконкисты профессиональными воинами-крестоносцами, которые согласно данному обету должны были пожизненно бороться с неверными. Уже в 1128 году в Португалии, первой из стран Западной Европы, обосновались тамплиеры (позднее эволюционировавшие в Томарский орден), а примерно 20 лет спустя был основан и первый местный военный орден — «братство Девы Марии из Эворы».
В 1166 году братия, ставившая перед собой задачу отвоевания Эворы у мавров, преуспела в своём начинании. В награду король передал им город в управление. Первым великим магистром ордена был Педру Афонсу (или Педру Энрикеш) (1130—1169) — внебрачный сын первого португальского короля; тогда же они приняли бенедиктинский устав. Главной резиденцией рыцарей стал Ависский замок (современный город Авиш), по которому они и получили своё современное название — бенедиктинцев из Авиша. Позднее орден получил в управление крепость Марван.
Конец XIV — начало XV века были ознаменованы в истории ордена затяжным диспутом с кастильским орденом Калатравы, который чуть ли не с момента основания видел в Ависском ордене свою западную ветвь и требовал подчинения португальского магистра кастильскому. На Базельском соборе в 1431 году обоснованность притязаний кастильцев признал сам папа римский.
Окончание Реконкисты оставило многочисленных (и бессемейных) рыцарей без постоянного занятия. В 1385 году Великий магистр Ависского ордена Жуан I стал королём Португалии и основателем Ависской династии (1385—1580). Короли этой династии повели ависских рыцарей на новые «крестовые походы» в Африку. В 1415 году они взяли Сеуту, в 1437-м осадили Танжер. Томарским и Ависским орденами в те годы руководили братья короля Дуарте I, Энрике Мореплаватель и Фернанду, причём последний окончил свою жизнь в марокканском плену.
С ростом Португальской империи ависские рыцари из воинов-монахов превратились в колонизаторов-землевладельцев. В эпоху Ренессанса орден подвергся обмирщению. Папа Александр VI Борджиа освободил рыцарей от обета безбрачия (1502), а в 1551 году было объявлено, что впредь главой ордена будет считаться сам португальский монарх.
Подобно другим португальским военным орденам — Сантьяго и Томарскому — в 1789 году секуляризован, в 1834-м его владения подверглись национализации, в 1910 году — распущен, в 1917-м — восстановлен в качестве республиканского (как военная награда) во главе с президентом Португалии.

## Положение

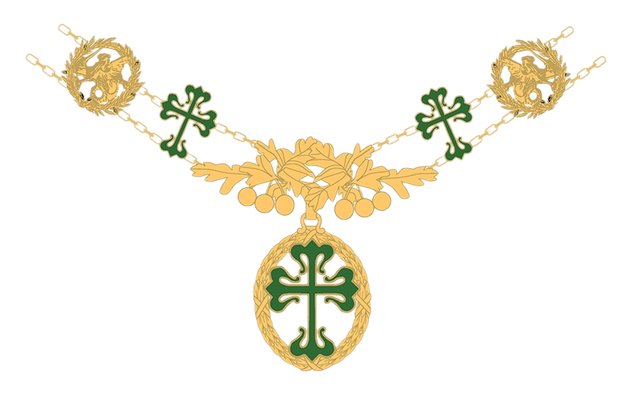
Знак ордена на цепи (элементы)

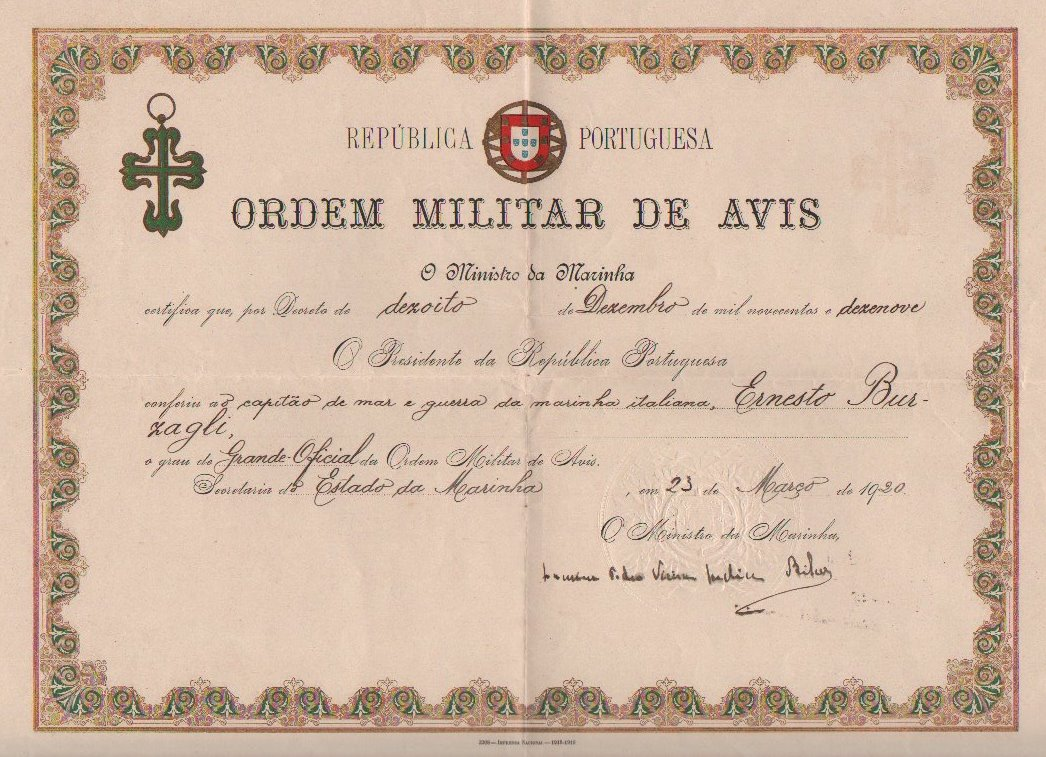
Наградной лист Бурзагли, Эрнесто, подписанный Президентом Португалии (1920).

В настоящее время орден состоит из шести классов с соответствующими им инсигниями:
- Большая цепь (GColA), знак на цепи, знак ордена на плечевой ленте, звезда;
- Большой Крест — кавалер носит знак на ленте через правое плечо и золотую звезду ордена на левой стороне груди.
- Гранд-офицер — носит знак ордена на шейной ленте и золотую звезду ордена на левой стороне груди.
- Командор — носит знак ордена на шейной ленте и серебряную звезду ордена на левой стороне груди.
- Офицер — носит знак на нагрудной ленте с розеткой на левой стороне груди.
- Рыцарь — носит знак ордена на нагрудной ленте на левой стороне груди.

Орденские планки и постноминальные литеры
| Кавалер Большой цепи | Кавалер Большого креста | Гранд-офицер | Командор | Офицер | Кавалер |
|                      |                         |              |          |        |         |
| GCollA               | GCA                     | GOA          | ComA     | OSA    | CavA    |

Как и в других португальских орденах возможно коллективное награждение, для чего существует класс Почётного члена (MHA), присуждаемого учреждениям, организациям и муниципалитетам (городам), а также военным образованиям (частям, или отдельным подразделениям).
Класс Большой орденской цепи был введён в 2021 году.

## Описание

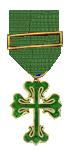
Знак рыцаря

Знак ордена — золотой лилиевидный крест покрытый зелёной эмалью. При помощи кольца знак крепится к орденской ленте.
Звезда ордена восьмиконечная с бриллиантовыми гранями. В центре круглый медальон белой эмали с изображением знака ордена.
Лента ордена шёлковая муаровая изумрудного (зелёного) цвета.